# Bombus vetustus
Bombus vetustus (saknar svenskt namn) är en utdöd insekt i överfamiljen bin (Apoidea) och släktet humlor (Bombus).
Arten är en utdöd humla, som levde under sen Miocen, mellan 7,1 och 11,2 miljoner år före nutid.

## Beskrivning
Fyndet är en hane, med en uppskattad kroppslängd i livet på omkring 16 mm och framvingens längd drygt 10 mm. Huvudet är litet och avlångt. Håren på huvud och mellankropp är mycket mörka.

## Fyndort
Arten upptäcktes 1991 vid Botchi (en numera uttorkad sjö) i Primorje kraj i östra Ryssland. Fyndet är tillplattat, men annars mycket välbevarat.